# Monumento conmemorativo a Mahatma Gandhi (Washington D. C.)
El Monumento conmemorativo a Mahatma Gandhi (en inglés, Mahatma Gandhi Memorial) es una estatua pública de Mahatma Gandhi, instalada en una isla triangular a lo largo de la Avenida Massachusetts en Washington D. C. (Estados Unidos). Es un obsequio del Consejo Indio para las Relaciones Culturales y se dedicó el 16 de septiembre de 2000 durante una visita de estado del primer ministro indio Atal Bihari Vajpayee en presencia del presidente estadounidense Bill Clinton.
Impulsado a la acción a raíz del 50 aniversario de la independencia de la India en 1947, el Congreso aprobó un proyecto de ley en 1998 que autoriza al Gobierno de la India a establecer un monumento a Gandhi en tierras federales de los EE. UU. en el Distrito de Columbia.
La estatua de bronce de 2,64 m representa a Mahatma Gandhi con atuendo ascético, en referencia a la marcha de la sal de 1930. Fue diseñado por Gautam Pal, un escultor de Kolkata. La estatua está montada sobre un pedestal de 16 toneladas de granito rubí de Ilkal, Karnataka, de pie en una plaza circular de adoquines de granito gris. Detrás hay tres losas de granito rojo de Karnataka con inscripciones en honor a la memoria de Gandhi, y frente a él hay un asiento también de granito rojo. La estatua lleva una inscripción con la respuesta de Gandhi a un periodista que le pidió su mensaje al mundo: "Mi vida es mi mensaje".
El Monumento conmemorativo a Mahatma Gandhi inaugurado en Milwaukee en 2002 incluye una estatua similar de Gautam Pal, también montada sobre un pedestal de granito rojo.

## Vandalismo
En junio de 2020, durante las protestas de George Floyd, el Mahatma Gandhi Memorial en Washington D. C. fue destrozado por desconocidos en la noche intermedia del 2 y 3 de junio. El incidente llevó a la Embajada de la India a presentar una denuncia ante los organismos encargados de hacer cumplir la ley. Taranjit Singh Sandhu, el embajador indio en los Estados Unidos, calificó el acto como "un crimen contra la humanidad". El presidente de los Estados Unidos, Donald Trump, calificó la desfiguración de la estatua de Mahatma Gandhi como una "vergüenza".
La estatua fue desfigurada y destrozada durante una manifestación separatista de Jalistán el 12 de diciembre de 2020.